# Christian Wilhelm Allers

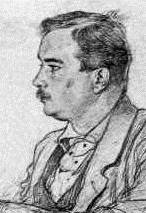
Självporträtt av Allers.

Christian Wilhelm Allers, född 6 augusti 1857 i Hamburg, död 19 oktober 1915 i Karlsruhe, var en tysk konstnär.
Allers företog från 1880 studieresor, bland annat till Sverige. Han utgav nästan årligen någon serie reseskisser och teckningar med motiv ur det borgerliga livet samt från cirkus- och teatervärlden; de utmärks av humor och skarp iakttagelse.